# Kastenberg (Rehsiepen)
Kastenberg ist eine Ortslage in der bergischen Großstadt Wuppertal.

## Lage und Beschreibung
Die Ortslage befindet sich im Wohnquartier Rehsiepen des Stadtteils Ronsdorf auf 305 m ü. NHN in einem Waldgebiet östlich der Siedlung Rehsiepen. Benachbart sind neben Rehsiepen die Ortslagen Linde, Tannenbaum, Blaffertsberg, Lohsiepen und Blombach.

## Geschichte
Kastenberg ist ab der Preußischen Neuaufnahme von 1892 auf Messtischblättern regelmäßig verzeichnet.
Im Gemeindelexikon für die Provinz Rheinland von 1888 werden zwei Wohnhäuser mit 23 Einwohnern angegeben.
Bis zum Bau der Bahnstrecke Wuppertal–Opladen verband ein Weg über Kastenberg Tannebaum mit Kratzkopf bei dem Ronsdorfer Ortskern. Durch den Bau der Bahnstrecke wurde der Weg unterbrochen.